# Clitena
Clitena is een geslacht van kevers uit de familie bladkevers (Chrysomelidae).
De wetenschappelijke naam van het geslacht werd in 1864 gepubliceerd door Joseph Sugar Baly.

## Soorten
- Clitena limbata Baly, 1864
- Clitena maculipennis (Chen, 1942)